# Gears of War (seria)
Gears of War – seria gier komputerowych wyprodukowanych przez Epic Games. Na podstawie cyklu stworzono również serię komiksów DC, siedem powieści oraz grę planszową.

## Historia gier
Pierwsza część serii gier zadebiutowała 7 listopada 2006 na platformie Xbox 360. Fabuła gry stworzonej przez Epic Games dotyczyła długoletniej wojny o surowce trwającej na planecie Sera. Rok po premierze wydano wersję dla użytkowników PC. Kolejne dwie części trylogii – Gears of War 2 (wydana 7 listopada 2008) i Gears of War 3 (wydana 20 września 2011) rozwijają historię wojny między ludzkością, Hordą Szarańczy, a ich zmutowanymi odpowiednikami – Lambentami. Czwarta część serii zatytułowana Gears of War: Judgment ukazała się 19 marca 2013. Za produkcję odpowiadało polskie studio People Can Fly (twórcy takich tytułów jak: Painkiller, Bulletstorm). Fabuła gry była kontynuacją poprzednich części serii, rozwijając historię konfliktu. Gears of War: Judgment rozgrywa się kilka lat przez wydarzeniami z pierwszej części serii. Gears of War: Ultimate Edition debiutujące 25 sierpnia 2015 na konsoli Xbox One zostało stworzone przez studio The Coalition. Produkcja to remake pierwotnej, klasycznej wersji gry Gears of War, stworzony dla nowej generacji konsol oraz komputerów stacjonarnych. W październiku 2016 na rynek trafiła czwarta pełnoprawna część serii głównej zatytułowana Gears of War 4. Akcja rozgrywa się 25 lat po Gears of War 3, a bohaterowie stają do walki z totalitarnym rządem COG oraz Hordą Szarańczy. 22 sierpnia 2019 wyszedł spin-off – Gears POP! – strategiczna gra czasu rzeczywistego przeznaczona na platformy Windows, Android oraz iOS. Produkcją gry zajęło się Mediatonic. Kolejna część serii o tytule Gears 5 zadebiutowała na rynku 10 września 2019. Gracz wciela się w Kait Diaz, która rozwiązuje zagadkę dręczących ją koszmarów oraz poznaje pochodzenie Szarańczy. 28 kwietnia 2020 zadebiutował kolejny spin-off zatytułowany Gears Tactics będący taktyczną grą turową. Został wyprodukowany przez The Coalition i Splash Damage. Wydarzenia z gry dzieją się 10 lat przed wydarzeniami z pierwszej gry serii i opowiadają o czwórce żołnierzy, którzy muszą wyeliminować stratega Szarańczy. W 2025 roku zapowiedziano prequel serii, Gears of War: E-Day oraz remaster pierwszej części cyklu - Gears of War: Reloaded.

## Gry z serii
Gears of War (2006) - Xbox 360, Windows
Gears of War 2 (2008) - Xbox 360
Gears of War 3 (2011) - Xbox 360
Gears of War: Judgment (2013) - Xbox 360
Gears of War: Ultimate Edition (2015) - Xbox One, Windows
Gears of War 4 (2016) - Xbox One, Windows
Gears Pop! (2019) - Windows, Android, iOS, iPadOS
Gears 5 (2019) - Xbox One, Windows, Xbox Series
Gears Tactics (2020) - Xbox Series, Xbox One, Windows
Gears of War: Reloaded (2025) - PlayStation 5, Xbox Series, Windows
Gears of War: E-Day (2026) - Windows, Xbox Series

## Książki
Seria książek opartych na uniwersum Gears of War została napisana przez Karen Traviss. Jej powieści rozszerzają wydarzenia znane z gier oraz wzbogacają świat o nowe wątki. Pierwszą książką cyklu była Gears of War: Aspho Fields, w późniejszym czasie powstało sześć kolejnych powieści. Za teksty dotyczące świata Gears of War 4 oraz Gears 5 odpowiada inny autor – Jason M. Hough:
| Tytuł                           | Rok wydania | Autor          |
| ------------------------------- | ----------- | -------------- |
| Gears of War: Pola Aspho        | 2008        | Karen Traviss  |
| Gears of War: Ostatni z Jacinto | 2009        | Karen Traviss  |
| Gears of War: Anvil Gate        | 2010        | Karen Traviss  |
| Gears of War: Coalition's End   | 2011        | Karen Traviss  |
| Gears of War: The Slab          | 2012        | Karen Traviss  |
| Gears of War: Ascendance        | 2019        | Jason M. Hough |
| Gears of War: Bloodlines        | 2020        | Jason M. Hough |

## Komiksy
Od grudnia 2008 do sierpnia 2012 wydawane były komiksy z serii Gears of War.

## Gra planszowa
W 2011 powstała gra planszowa o tematyce Gears of War.